# Sebastian Glaser
Sebastian Glaser (* 1. Januar 1520 in Eisfeld; † 9. April 1577 in Schleusingen) war ein hennebergischer Kanzler und Geschichtsschreiber.

## Leben
Aus einfachen Verhältnissen stammend, studierte Glaser ab 1536 an der Universität Wittenberg, wo er vor allem von Philipp Melanchthon gefördert wurde. Nachdem er sich das Baccalaurat erworben hatte, wurde er Lehrer in Schleusingen. Dennoch setzte er sein Studium 1543 fort und erwarb sich 1545 den akademischen Grad eines Magisters.
1547 geht er als Rat der Grafschaft Henneberg wieder nach Schleusingen, wo er 1550 zum Kanzler erhoben wurde und nach dem Abgang des Statthalters Melchior von Ossa ab 1553 der leitende Staatsmann der Grafschaft wurde. So vertrat er 1547/48; 1550/51, 1559 und 1566 die Grafschaft auf dem Reichstag zu Augsburg, setzte die kaiserliche Belehnung der Grafschaft Henneberg-Römhild durch und verfasste dazu eine genealogische Abhandlung der Grafen von Henneberg.
Innenpolitisch sah er sich einer außerordentlich schlechten finanziellen Lage gegenübergestellt, die er zunächst mit einem Erbvertrag mit dem Wettinischen Fürsten zu bessern suchte. Ebenfalls förderte er Wirtschaft in der Grafschaft, verfasste eine Hennebergische Chronik und gelegentlich lateinische Gedichte. Als Beisitzer am neu gebildeten Ehegericht, sorgte er für Ordnung beim Kirchenvermögen, in den Schulen und in den Spitälern.

## Werkauswahl
- Wahrhaftige Genealogie der gefürsteten Grafen und Herren zu Henneberg, 1568, 1583
- Rapsodiae sive Chron. Hennebergicum 1078-1559, Meiningen 1755